# Павловское (Грязовецкий район)
Павловское — деревня в Грязовецком районе Вологодской области.
Входит в состав Сидоровского муниципального образования (с 1 января 2006 года по 9 апреля 2009 года входила в Лежское муниципальное образование), с точки зрения административно-территориального деления — в Лежский сельсовет.
Расстояние до районного центра Грязовца по автодороге — 35 км, до центра муниципального образования Сидорово по прямой — 20 км. Ближайшие населённые пункты — Константиново, Красноселье, Сеньга, Лукьяново, Подольное, Майский.
По переписи 2002 года население — 19 человек.